# Носковцы
Но́сковцы (укр. Носківці) — село на Украине, находится в Жмеринском районе Винницкой области.
Код КОАТУУ — 0521084203. Население по переписи 2001 года составляет 1702 человека. Почтовый индекс — 23151. Телефонный код — 4332.
Занимает площадь 3,367 км².

## История
Село Носковцы впервые упоминается в 1430 г. В конце XVIII века польские магнаты Потоцкие построили здесь двухэтажный каменный дворец и разбили красивый парк. В 1865 году усадьба переходит генералу от инфантерии А.Дюгамелю, губернатору Западной Сибири, сенатору и члену Государственной Думы. Через 20 лет село становится собственностью помещицы Пащенко. Будучи поклонницей поэта С. Я. Надсона, известная меценатка пригласила его в Носковцы, где он жил и работал в 1885—1886 гг.

## Религия
В селе действует храм Рождества Пресвятой Богородицы Жмеринского благочиния Винницкой епархии Украинской православной церкви.

## Адрес местного совета
23151, Винницкая область, Жмеринский р-н, с. Носковцы, ул. Ленина, 15

## Известные уроженцы
- Оленич, Иван Иванович (1920—1987) — Герой Советского Союза Иван Оленич.
- Тымунь, Николай Алексеевич (род. 1940) — Герой Социалистического Труда.